# کلاندالکین
شهر کلاندالکین (به انگلیسی: Clondalkin) با جمعیت ۴۳٫۹۲۹ نفر  در شهرستان دوبلین در کشور جمهوری ایرلند واقع شده‌است.